# Kościół utrakwistyczny
Kościół utrakwistyczny – historyczny Kościół katolicki istniejący na terenie Królestwa Czech w latach 1436–1627.

## Historia
Kościół utrakwistyczny powołany został w 1436 roku na sejmie czeskim w Igławie w związku z ugodą zawartą pomiędzy przedstawicielami utrakwistów i soborem powszechnym w Bazylei. Podstawą jego utworzenia były kompakty praskie.
Kościół przetrwał do czasu wojny trzydziestoletniej jako odrębna od rzymskokatolickiej struktura kościelna. Po utracie tronu czeskiego przez Fryderyka I był sukcesywnie marginalizowany i administracyjnie prześladowany. Został ostatecznie rozwiązany w 1627 roku na mocy patentu konstytucyjnego cesarza Ferdynanda II, który wprowadził nowy porządek religijny w Czechach.

## Charakterystyka
Kościół utrakwistyczny realizował hasła głoszone przez umiarkowane skrzydło husytów – utrakwistów. Pozostawał (z przerwami) w pełnej jedności z Kościołem katolickim. W XVI wieku zbliżył się do luteranizmu, jednak nie zerwał nigdy z doktryną katolicyzmu.
Był Kościołem narodowym Królestwa Czech. Istniał równolegle ze strukturami Kościoła rzymskokatolickiego na terytorium metropolii praskiej (archidiecezja praska, diecezja ołomuniecka, diecezja litomyska). Liturgia była w nim sprawowana w języku czeskim, a komunia święta udzielana była świeckim pod dwiema postaciami.
Z braku stałej hierarchii duchownej Kościołem utrakwistycznym zarządzał w latach 1478–1621 konsystorz złożony z przedstawicieli duchownych i świeckich. Konsystorz zwoływał synody oraz zajmował się rozstrzyganiem spraw administracyjnych i sądowniczych.